# Katedra metropolitarna w Montevideo
Katedra metropolitarna w Montevideo (hiszp. Catedral Metropolitana de Montevideo) – rzymskokatolicki kościół w Montevideo w centrum miasta na Ciudad Vieja przy Plaza Constitución, dedykowany Niepokalanemu Poczęciu Najświętszej Maryi Panny oraz patronom Montevideo Apostołom św. Filipowi i św. Jakubowi Mniejszemu.
W 1740 roku, w miejscu obecnej katedry, zbudowano kościół z cegły. Niestety budowla była dość słaba konstrukcyjnie, tak że już 1864 roku zaczęła grozić zawaleniem, a 12 czerwca 1788 roku zawaliła się. Kamień węgielny pod budowę nowego kościoła położono 20 listopada 1790 roku. Świątynia została konsekrowana przez biskupa Buenos Aires Benito Lué y Riega 21 października 1804 roku. Południowa wieża kościoła została dokończona dopiero w 1858 roku.
W 1878 roku papież Pius IX utworzył diecezję Montevideo, a ten kościół uczynił jego katedrą. Z kolei w 1897 roku papież Leon XIII podniósł świątynię do rangi katedry metropolitalnej.
W 1975 roku katedra została uznana za narodowy zabytek historyczny (Monumento Histórico Nacional).